# 蓋勒敏-農河大區
蓋勒敏-農河大區（阿拉伯语：‎）是摩洛哥十二个大区中的一個大區，位於該國中部，首府設於蓋勒敏，始建於2015年9月，面積46,108平方公里，2014年人口433,757，人口密度每平方公里9人。该地区的东南部地区位于西撒哈拉有争议的领土，是阿拉伯撒哈拉民主共和国所声称的一部分。

## 地理
该区与其东南部的苏斯-马塞大区以及其南部的阿尤恩-萨基亚-阿姆拉大区相接壤。它东边与阿尔及利亚的廷杜夫省相接，东南与毛里塔尼亚的提里斯-宰穆尔省相接。

## 历史
2015年9月，将原来位于苏斯-马塞-德拉大区的西迪伊夫尼省与前盖勒敏-塞马拉大区的三个省合并建立蓋勒敏-農河大區。

## 经济和基础设施
钓鱼是一项重要的经济活动：在西迪伊夫尼和El Ouatia都有港口。该区目前正在开发海滩旅游。